# Casper: Een geestig begin
Casper: Een geestig begin (Engels: Casper: A Sprited Beginning) is een Amerikaanse direct-naar-videofilm uit 1997 gebaseerd op de stripserie van Casper het vriendelijke spookje. De film is geproduceerd door Harvey Comics en Saban Entertainment. Oorspronkelijk werd de film uitgebracht door 20th Century Fox, maar inmiddels heeft Classic Media de rechten op de film in handen.

## Verhaal
De film begint aan boord van een spooktrein, die de geesten van pas overleden mensen naar een school brengt waar ze de kunst van het spoken zal worden bijgebracht. Een van de passagiers is Casper, die zich er zelf nog niet bewust is van het feit dat hij ook een spook is. Hij heeft tevens geen idee waar hij is.
Voordat de trein bij de school arriveert, wordt Casper door een ander spook eruit geschopt. Hij belandt in het plaatsje Deedstown, alwaar hij onbedoeld iedereen bang maakt. Alleen een jongen genaamd Chris Carson is niet bang voor hem, daar hij enorme belangstelling voor spoken heeft. Hij neemt Casper mee naar een oud landhuis in de stad, dat bewoond wordt door drie andere spoken: Stretch, Fatso en Stinky. Wanneer de drie horen dat Casper nooit naar school is geweest, besluiten ze hem zelf te trainen in de hoop Kibosh, de koning van alle spoken en hoofdmeester van de school, te bewijzen dat hun methoden net zo goed zijn als die van hem.
Kibosh ontdekt al snel dat Casper nooit op school is aangekomen en stuurt zijn handlanger Snivel eropuit om Casper te vinden. Ondertussen krijgt Chris' vader, Tim, opdracht van burgemeester Johnny Hunt om het landhuis te laten slopen om plaats te maken voor nieuwbouw. Hij stuit echter op een hoop verzet van mensen die het huis als historisch pand willen behouden, en de spoken jagen keer op keer de slopers weg. Tim is zo druk bezig met zijn werk, dat hij Chris regelmatig vergeet.
De training van Casper gaat niet goed, daar Casper niet bereid is mensen bang te maken, en de drie spoken besluiten het op te geven. Chris neemt daarom zelf Caspers training voor zijn rekening, wat hem wonderbaarlijk goed afgaat. Tevens overtuigt Chris Casper ervan dat door alleen slechte mensen zoals criminelen bang te maken hij juist mensen kan helpen. Kibosh komt hier echter achter en gaat zelf naar Deedstown om orde op zaken te stellen voordat Caspers goede daden de reputatie van andere spoken zal schaden.
In een laatste poging het landhuis te slopen, huurt Tim een soldaat in om het huis met een bom op te blazen. Die avond wordt Chris door een groep pestkoppen gevangengenomen en opgesloten in het huis, dat de volgende dag gesloopt zal worden. Casper maakt op het laatste moment de bom onschadelijk door deze op te eten en redt zo het huis en Chris. Doordat de bom nu in zijn maag ontploft, zwelt Casper tijdelijk enorm op tot hij het hele huis vult. Kibosh is hiervan getuige en is onder de indruk van Caspers 'truc'. Casper doet alsof Stretch, Fatso en Stinky hem dit hebben geleerd, opdat de drie eindelijk van Kibosh het respect krijgen waarnaar ze altijd al verlangden. De drie besluiten op hun beurt te doen alsof Casper hun neefje is, zodat Kibosh, die zelf heeft bepaald dat een spokenfamilie niet mag worden gescheiden, hem niet kan dwingen alsnog naar de spookschool te gaan.
Kibosh vertrekt en de vier spoken blijven in het huis achter. De protesten van de inwoners van Deedstown hebben succes: de burgemeester besluit het huis te laten staan.

## Rolverdeling
| Acteur               | Personage           |
| -------------------- | ------------------- |
| Steve Guttenberg     | Tim Carson          |
| Brendan Ryan Barrett | Chris Carson        |
| Lori Loughlin        | Sheila Fistergraff  |
| Rodney Dangerfield   | Mayor Johnny Hunt   |
| Richard Moll         | Principal Rabie     |
| Michael McKean       | Bill Case           |
| Shannon Chandler     | Jennifer            |
| Steven Hartman       | Brock Lee           |
| Ben Stein            | Grocer              |
| Brian Doyle-Murray   | Foreman Dave        |
| Edie McClurg         | Librarian           |
| Sherman Hemsley      | Grocer              |
| Casper Van Dien      | Bystander           |
| Michael McDonald     | Sarcastic Protester |
| Debi Mazar           | Angie Lyons         |

### Stemacteurs
| Acteur           | Personage |
| ---------------- | --------- |
| Jeremy Foley     | Casper    |
| Jim Ward         | Stretch   |
| Jess Harnell     | Fatso     |
| Bill Farmer      | Stinkie   |
| James Earl Jones | Kibosh    |
| Pauly Shore      | Snivel    |

## Achtergrond

### Relatie met de vorige film
Toen Casper: A Spirited Beginning uitkwam, werd de film aangeprezen als een prequel op de film Casper uit 1995. Er zijn echter dermate veel tegenstrijdigheden tussen beide films, dat het waarschijnlijker is dat Casper: A Spirited Beginning gezien moet worden als een opzichzelfstaande productie zonder connecties met de vorige film. Een overzicht:
- In Casper werd onthuld dat Casper ergens tijdens het belle époque-tijdperk is overleden. In deze film wordt hij eind jaren 90 van de 20e eeuw een spook.
- In Casper woonden Casper en zijn ooms in het oude huis van Caspers familie genaamd Whipstaff Manor, een gotisch landhuis op een klif aan zee. In deze film wonen ze in een landhuis ergens midden in een stad.
- In Casper stierven twee personages, die daarna meteen een spook werden. In deze film moeten nieuwe spoken blijkbaar eerst een training ondergaan.
- In Casper zijn alle spoken wit en doorschijnend. In A Spirited Beginning is alleen Casper wit. Stretch, Fatso en Stinky zijn blauw, Kibosh is groen en Snivel is grijs.

### Invloed op de Casper-franchise
Het personage Kibosh werd voor deze film bedacht, maar is sindsdien een vast personage geworden in de Casper-franchise. Hij maakt ook zijn opwachting in de films Casper's Haunted Christmas en Casper's Griezelschool, de animatieserie Casper's Griezelschool en het videospel Casper: Spirit Dimensions.